# Joonas Kokkonen

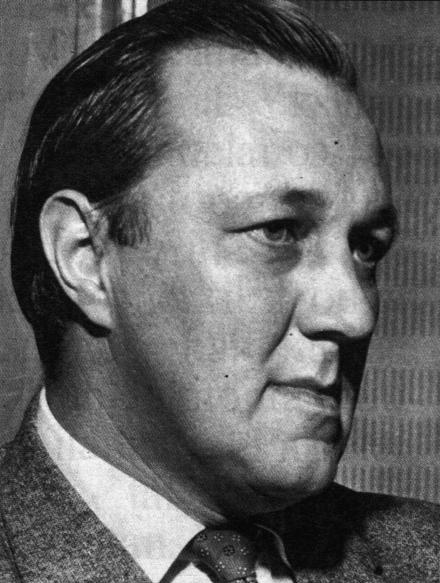

Joonas Kokkonen (13 de novembro de 1921 — 2 de outubro de 1996) foi um compositor finlandês. Ele é o mais famoso maestro da Finlândia do século XX, depois de Jean Sibelius; sua ópera The Last Temptations foi interpretada mais de 500 vezes pelo mundo e é considerada uma das melhores óperas finlandesas.

## Vida
Joonas Kokkenen nasceu em Iisalmi, Finlândia, mas passou maior parte de sua vida em Järvenpää em sua casa, mais conhecida como "Vila Kokkonen". Ele serviu ao Exército Finlandês durante a Segunda Guerra Mundial, com grande distinção.
Estudou na Universidade de Helsinki e posteriormente, na Academia Sibelius, onde ele acabou lecionando composição (entre seus alunos, estava Aulis Sallinen). Fez um poderoso e significante impacto na vida cultural finlandesa, servindo como Diretor e Organizador da Sociedade de Compositores Finlandeses. Na década de 1960 e começo da década de 1970, ele venceu inúmeros prêmios por seus trabalhos. Foi apontado para lecionar na prestigiada Academia Finlandesa, após a morte de Uuno Klami. Suas atividades foram diminuíndo após a morte de sua esposa. Ele morreu antes de terminar sua Quinta Sinfonia.

## Música e Influência
Na época em que eles estudava na Academia Sibelius, ele foi praticamente um auto-didata em composição. Geralmente, suas composições são divididas em três períodos: um neo-clássico, indo de 1948 a 1958, um período curto, chamado doze-tons, de 1959 a 1966 e o último, neo-romântico, começando em 1967 indo até o fim de sua vida.
As suas primeiras obras são música de câmara, e incluem um Trio para Piano e um Quinteto para Piano; o estilo é o contraponto e influenciado por Béla Bartók, mas lembra o Renascimento e o Barroco. No segundo estilo de sua carreira, ele escreveu duas de suas quatro sinfonias. Ele começou a usar a técnica de doze tons.
No terceiro período de Kokkonen, ele escreveu suas mais famosas obras: suas duas últimas sinfonias, o "Durch einen Spiegel" para doze instrumentos de madeirca, o Requiem e a ópera The Last Temptations (1975), baseada na vida e morte do Revivalista Finlandês, Paavo Ruotsalainen. A ópera usa um coro que nos remete as obras de Johann Sebastian Bach. Sua ópera foi interpretada no Metropolitan Opera House em Nova Iorque, em 1983.

## Composições

### Orquestral
- Música para Orquestra de Cordas (1957)
- Sinfonia nº1 (1960)
- Sinofnia nº2 (1960/1)
- Opus Sonorum (1964)
- Sinfonia nº3 (1967)
- Sinfonico Sketches (1968)
- Sinfonia nº4 (1971)
- Inauguratio (1971)
- "...durch einem Spiegel" (1977)
- Il passagio (1987)
- Sinfonia nº5, inacabada (1982-1996)

### Concertante
- Concerto para Violocenlo e Orquesta (1969)

### Câmara
- Trio para Piano (1948)
- Quinteto para Piano (1951/3)
- Dueto para Violino e Piano (1955)
- Quarteto para Cordas nº1 (1959)
- Sinfonia de Câmara (1961/2)
- Quarteto para Cordas nº2 (1966)
- Quinteto para Madeira (1973)
- Sonata para Violoncelo e Piano (1975/6)
- Quintato para Cordas nº3 (1976)
- Improvisazione para Violino e Piano (1982)

### Piano
- Impromptu para Piano (1938)
- Pielavesi Suite para Piano (1939)
- Dois Pequenos Preludes para Piano (1943)
- Sonatina para Piano (1953)
- Religioso para Piano (1956)
- Bagatelles para Piano (1969)

### Órgão
- Lux aeterna para Órgão (1974)
- Haasoitto para Órgão
- Luxta Crucem para Órgão
- Surusoitto (Música para Funeral)

### Vocal
- Três Músicas de Poemas de Einari Vuorela 1947)
- Illat Cíclo de Canções (1955)
- Três Canções de Natal para Crianças (1956/8)
- Hades para Cíclo de Canções para Soprano e Orquestra (1959)
- Dois Monólogos de "The Last Temptations" para Baixo e Orquestra (1975)

### Coral
- Missa a Capela (1963)
- Laudatio domini (1966)
- Erekhteion, Cantata Acadêmica (1970)
- Ukko-Paavon Virsi para Coro (1978)
- Requiem (1979/81)
- "With his fingers Vainamoinen" para Coro Masculino (1985)

### Ópera
- The Last Tempations (1972/5)